# Jest Taki Lud
Jest Taki Lud, także Jest Taki Naród (bułg. Има такъв народ, trl. Ima takŭv narod) – bułgarska partia polityczna o charakterze centrowym, antyestablishmentowym i proeuropejskim, założona 16 lutego 2020 przez Sławiego Trifonowa.

## Historia
W 2015 Sławi Trifonow i jego współpracownicy zainicjowali przeprowadzenie referendum w sprawie zmiany bułgarskiego ustroju politycznego. W referendum wzięło udział 50,86% uprawnionych do głosowania obywateli (jego wynik był niewiążący, ponieważ zagłosowało mniej niż 51% obywateli posiadających bierne prawo wyborcze). 73,80% głosujących poparło dwuturowe wybory członków Zgromadzenia Narodowego, 63,48% opowiedziało się za przymusem wyborczym, 74,02% zagłosowało za ograniczeniem publicznego finansowania partii politycznych. Sławi Trifonow uznał wyniki referendum za sukces.
W październiku 2019 Trifonow próbował zarejestrować partię pod nazwą „Nie ma takiego państwa”, jednak Najwyższy Sąd Kasacyjny odmówił jej rejestracji z powodu naruszenia ustawy o partiach politycznych. 16 lutego 2020 odbyła się konwencja założycielska, podczas której zaprezentowano logo, wybrano Trifonowa na przewodniczącego oraz przyjęto statut partii. 22 czerwca 2020 Jest Taki Lud został prawomocnie zarejestrowany. W przeprowadzonych 4 kwietnia 2021 wyborach partia zdobyła 302 207 (17,66%) głosów ważnych i zajęła drugie miejsce.
15 kwietnia 2021 członkini ITN Iwa Mitewa została wybrana na przewodniczącą Zgromadzenia Narodowego. W przedterminowych wyborach z lipca tegoż roku ugrupowanie powiększyło stan posiadania o 14 mandatów poselskich, zajmując pierwsze miejsce z wynikiem 24,08%, zaś w wyborach w listopadzie 2021 partia dostała 9,39% głosów, co przełożyło się na 25 mandatów. W styczniu 2025 ugrupowanie przystąpiło do Partii Europejskich Konserwatystów i Reformatorów.